# Stenodus leucichthys
Il bieloribitza (Stenodus leucichthys (Güldenstädt, 1772)) è un pesce d'acqua dolce originario del bacino del mar Caspio. Il suo nome comune deriva dal russo Белорыбица (belorybica), cioè «pesce bianco», dal nome del colore delle sue carni; stessa etimologia ha l'epiteto specifico leucichthys.

## Descrizione

### Dimensioni
È una specie di considerevoli dimensioni, che può raggiungere una lunghezza massima segnalata di 150 cm e un peso di 40 kg; generalmente, tuttavia, la sua lunghezza si aggira intorno ai 61 cm.

### Aspetto
Il bieloribitza ha un corpo robusto di aspetto slanciato e leggermente compresso lateralmente. La testa è grande, di larghezza pari al 30-40% della sua lunghezza, e con distanza infraorbitale equivalente al 20-26% della lunghezza del capo. La bocca, posta in posizione terminale, è ampia e ha la mascella inferiore sporgente. Le squame cicloidi sono numerose e debolmente inserite nel derma. La linea laterale è posta in posizione mediana sui fianchi. La pinna dorsale è alta e appuntita, la pinna caudale è bilobata e le pinne pelviche presentano un processo ascellare ben sviluppato. Il dorso è più o meno scuro, di colore variabile da verde a bluastro o marrone chiaro; i fianchi sono progressivamente più chiari procedendo verso il ventre, di colore bianco argenteo. Nelle cellule dermiche sono presenti microcristalli che danno alla parte esposta delle squame e alle ossa opercolari un colore argenteo metallico. Le pinne dorsale e caudale sono grigie con bordo scuro; le altre pinne sono traslucide, di colore grigio pallido.

## Biologia

### Comportamento
Questa specie endemica si è probabilmente originata a partire da un antenato in comune con il nelma (S. nelma), penetrato nel Caspio dal bacino del mar Glaciale Artico durante l'ultimo periodo glaciale attraverso una serie di laghi e fiumi interconnessi. Specie eurialina e migratrice anadroma, svolge la fase trofica in acque marine e salmastre e risale i fiumi per riprodursi in acqua dolce. Prima della costruzione della diga di Volgograd, nel 1959, i riproduttori risalivano il Volga anche per più di 3000 km, prima di raggiungere le aree di fregola. Nel Caspio i branchi di bieloribitza si trattengono generalmente in ambiente pelagico, stazionando a profondità inferiori a 60-65 m. La specie risulta relativamente frequente nella zona settentrionale del bacino, ma rara nel settore occidentale. In estate i branchi si trasferiscono nelle zone centrali e meridionali del Caspio, per fare ritorno a nord nella prima metà di settembre, quando la temperatura dell'acqua scende sotto 8-10 °C. Sporadici esemplari sono stati segnalati all'inizio dell'estate lungo le coste del Daghestan e dell'Azerbaigian. In autunno i riproduttori migrano dal mare aperto verso le foci dei fiumi. La gran parte degli esemplari risale il fiume Volga, solo una minima parte entra nei fiumi Terek e Ural. La durata della migrazione può richiedere anche un intero anno. Durante le migrazioni riproduttive gli adulti non si alimentano. All'inizio della risalita il contenuto in grassi della massa corporea di alcuni esemplari catturati ad Astrachan' è risultato pari al 26% del peso totale, mentre all'arrivo nelle zone di riproduzione del fiume Ufa la quantità era scesa al 14% e, dopo la deposizione, la percentuale di grassi è risultata dell'1,5% nelle femmine e dell'1,6% nei maschi. Il forte stress subito dai riproduttori durante la migrazione e la fregola porta alla morte di numerosi esemplari. I sopravvissuti fanno ritorno al mare immediatamente dopo la deposizione delle uova. Gli avannotti migrano verso le foci subito dopo l'assorbimento del sacco vitellino, trattenendosi in mare e in acque salmastre fino al raggiungimento della maturità sessuale. In cattività gli avannotti sopportano temperature fino a 25 °C, ma in natura non si osservano in acque a temperature superiori a 20 °C.

### Alimentazione
La dieta degli adulti è esclusivamente ittiofaga. Nel Caspio si cibano di varie specie di pesci, come ghiozzi, ciprinidi del genere Rutilus, latterini, immaturi di lucioperca, spratti e alose. Il contenuto stomacale di alcuni esemplari adulti catturati in mare aperto si è rivelato composto per il 97-99% da spratti e latterini. Dopo 7-10 giorni di vita gli avannotti si cibano di zooplancton, ma iniziano a predare avannotti di altre specie già a partire dal primo mese di vita.

### Riproduzione
La fregola si svolge dopo l'arrivo dei pesci nelle aree di riproduzione, in genere tra ottobre e novembre, quando la temperatura dell'acqua è compresa tra 0,2 e 6,0 °C, in acque ben ossigenate, sopra letti di ghiaia. La maggioranza degli esemplari si riproduce solo una o due volte nell'arco del proprio ciclo vitale - solo eccezionalmente alcune femmine riescono a riprodursi per tre volte - e dopo la fregola possono trascorrere 2-3 anni prima di un secondo ciclo. La fertilità è relativamente elevata, in quanto in una stagione la femmina può produrre fino a 390.000 uova. Di norma queste uova costituiscono circa il 26% del peso corporeo della femmina. Le uova sono piuttosto piccole, hanno diametro di circa 2,4 mm, sono leggermente adesive e dopo la fecondazione aderiscono al substrato fino alla schiusa. Lo sviluppo embrionale richiede 180-200 giorni e le schiuse hanno luogo in primavera.
Le femmine raggiungono la maturità sessuale tra i 6 e gli 8 anni, i maschi tra i 5 e i 6 anni di vita. All'arrivo nelle aree di fregola le femmine misurano 85-105 cm per 5,5-9,5 kg di peso e i maschi 75-100 cm per 3,5-7,5 kg. Nelle popolazioni del Volga la durata massima della vita è di circa 12 anni per le femmine e di circa 8 anni per i maschi.
La specie è soggetta a malattie batteriche, come la peste enterica della bocca rossa (Yersinia ruckeri), e virali ed è ospite di vari parassiti. Durante i primi stadi di vita è preda di esocidi, percidi e grandi salmonidi. Rientra nella dieta della foca del Caspio (Pusa caspica) e di cormorani, svassi, aironi e altri uccelli tuffatori.

## Distribuzione e habitat
Il bieloribitza è una specie endemica del bacino del mar Caspio, dove è comune nelle sue parti centrale e meridionale durante l'estate, ed è diffusa nei bacini dei fiumi Volga, Ural e Terek. Oggi sopravvive in natura solo grazie al rilascio di avannotti nati in cattività.

## Conservazione
La specie è stata dichiarata estinta in natura e la sua sopravvivenza dipende esclusivamente dal rilascio di avannotti nati in acquacoltura. I principali territori di fregola del bieloribitza erano situati nel Volga, per cui la specie subì un drastico declino dopo la costruzione della diga di Volgograd. Negli anni '60 la popolazione totale venne stimata a solo 2000 esemplari ma, grazie ai ripopolamenti, risalì a 17.000 individui all'inizio degli anni '90. Nel ventennio 1961-1980 gli impianti di itticoltura del delta del Volga produssero circa 72,4 milioni di avannotti da destinare al ripopolamento. Inoltre, per supportare la riproduzione della specie, furono costruiti nuovi terreni di fregola in ghiaia. Purtroppo, negli anni tra il 1996 e il 1999 furono rilasciati solamente 600.000 immaturi e la popolazione di riproduttori subì una nuova forte riduzione. Nel 2004 vennero catturati solo 100 riproduttori a valle della diga di Volgograd. Gli esemplari della popolazione che si riproduceva nel fiume Ural, già considerati rari negli anni '60, non sono stati più avvistati a partire da quella data. La specie è minacciata dalla crescita della pesca illegale nel Volga e nel Caspio. Inoltre, nel bacino settentrionale del Volga è stato introdotto il nelma (S. nelma), suo parente prossimo, minacciando seriamente la sopravvivenza delle popolazioni superstiti e del materiale da allevamento attraverso l'ibridazione.
Specie di interesse naturalistico e di notevole interesse commerciale, il bieloribitza ha carne ricca e delicata, con massa grassa del 18-26%, molto ricercata per il confezionamento di prodotti affumicati. Viene regolarmente allevato in acquacoltura, sia per produzione di materiale da ripopolamento che per uso alimentare. Prima della costruzione delle dighe era una delle specie più importanti per l'industria della pesca in Unione Sovietica: i pesci venivano catturati in mare o nel Volga durante la migrazione riproduttiva e ogni anno ne venivano catturati fino a 110.000 esemplari.